# دنیل جونز (آواشناس)
دنیل جونز (انگلیسی: Daniel Jones؛ ۱۲ سپتامبر ۱۸۸۱ – ۴ دسامبر ۱۹۶۷) آواشناس بریتانیایی زاده لندن بود. وی رئیس گروه آواشناسی کالج دانشگاهی لندن بود.

## زندگی

ذوزنقه استاندارد واکه‌های آی‌پی‌ای، اجرایی از کار جونز

دنیل جونز در ۱۲ سپتامبر ۱۸۸۱ در لندن زاده شد. در سال ۱۹۹۰ جونز برای مدت کوتاهی در مؤسسه زبان ماربورگ در آلمان تحصیل کرد و در آنجا بود که نخستین بار با آواشناسی آشنا شد. در سال ۱۹۰۳ او مدرک کارشناسی خود را در رشته ریاضی از دانشگاه کمبریج دریافت کرد. از ۱۹۰۵ تا ۱۹۰۶ او در پاریس زیر دست پل پسی که یکی از مؤسسان انجمن آواشناسی بین‌المللی بود، تحصیل کرد. در سال ۱۹۰۷ او در کالج دانشگاهی لندن مدرسی نیمه‌وقت گردید و پس از آن به وی جایگاه تمام‌وقت تعلق گرفت و در سال ۱۹۱۲ رئیس گروه آواشناسی آنجا شد.
برای جونز سال ۱۹۱۷ از چند منظر سال برجسته‌ای بود. وی نخستین زبانشناسی در دنیای غرب شد که اصطلاح واج را به معنی کنونی‌اش به کار برد و از این واژه در مقاله‌اش با نام «ساختار آواشناختی زبان سچوانا» (به انگلیسی: The phonetic structure of the Sechuana Language) استفاده کرد. جونز پیشتر تلاشی برجسته برای ایجاد یک دیکشنری تلفظ کرده بود اما در آن زمان بود که او نخستین نسخه دیکشنری تلفظ انگلیسی (به انگلیسی: English Pronouncing Dictionary) خود را ایجاد کرد؛ کاری که شکل اصلاح‌شده آن هنوز چاپ می‌شود. در اینجا بود که نمودار واکه‌های اصلی برای نخستین بار پدیدار شد.